# فاکتور هسته‌ای ۱
فاکتور هسته‌ای ۱ (انگلیسی: Nuclear factor I) خانواده‌ای از فاکتورهای رونویسی مرتبط به هم هستند. این فاکتورهای رونویسی به‌طور ساختاری به‌صورت دایمر به توالی‌های خاصی از دی‌ان‌ای با میل ترکیبی بالا متصل می‌شوند. اعضای این خانواده حاوی یک دومین اتصال غیرمعمول دی‌ان‌ای هستند که به توالی شناسایی  5'-TTGGCXXXXXGCCAA-3' متصل می‌شود.
انواع فرعی آن عبارتند از:
- NFIA
- NFIB
- NFIC
- NFIX